# Akune
Akune (japanska: 阿久根市?, Akune-shi) är en stad i Japan, och är belägen i prefekturen Kagoshima på den sydvästra delen av ön Kyushu. Akune fick stadsrättigheter den 1 april 1952. 

## Bildgalleri

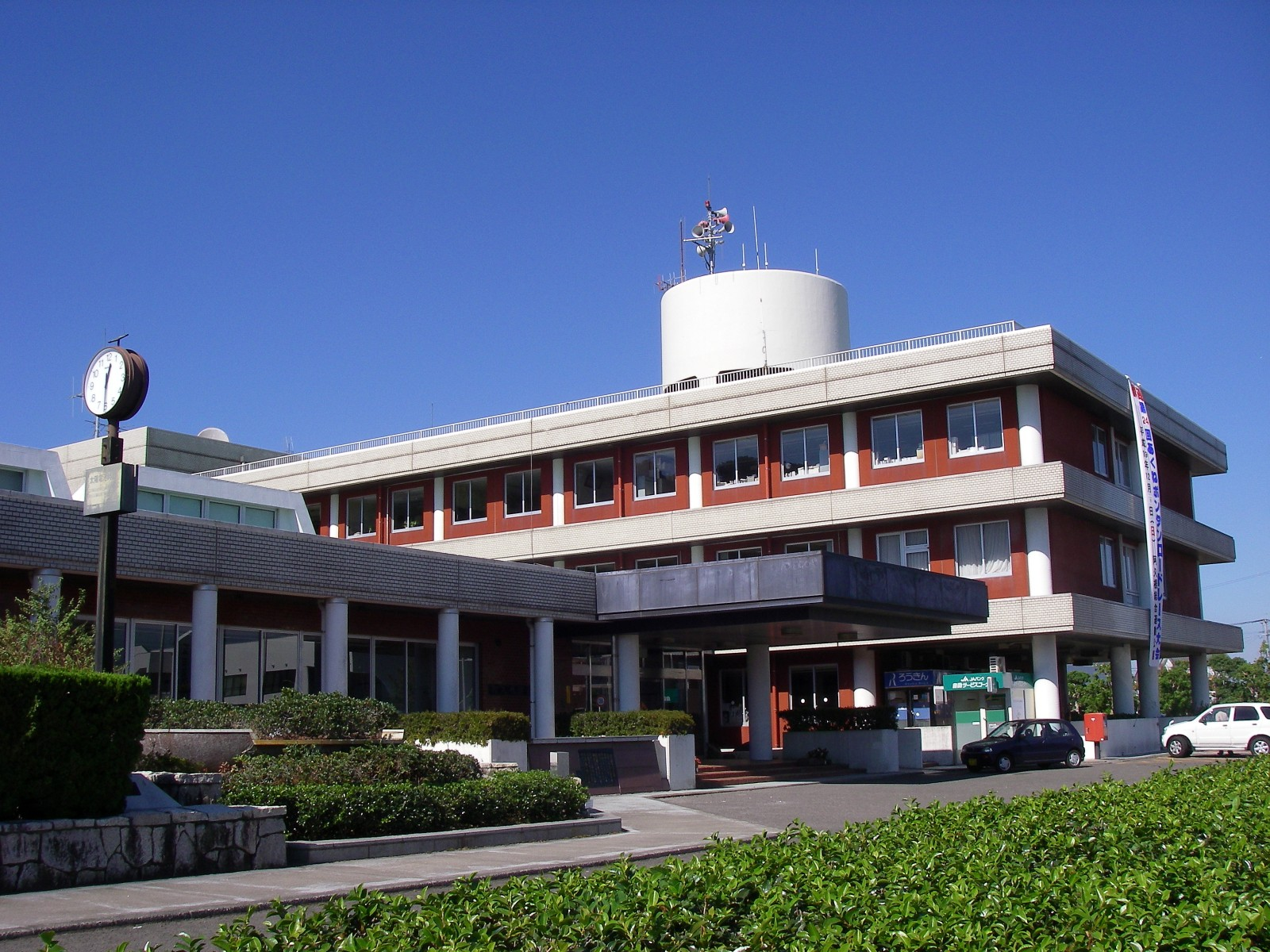
Rådhuset i Akune
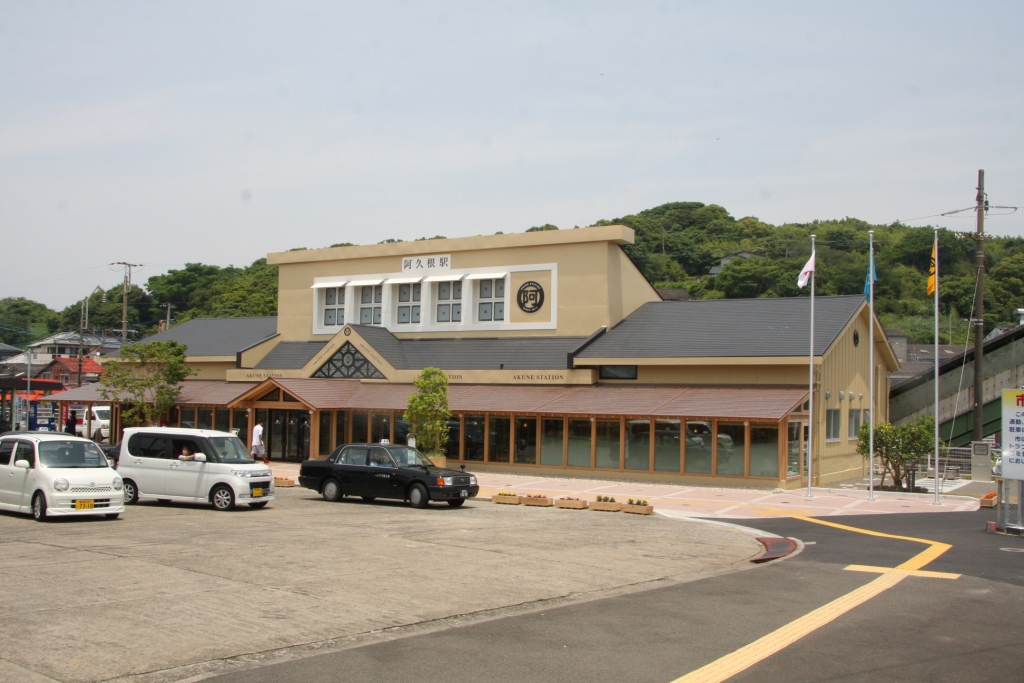
Järnvägsstationen i Akune
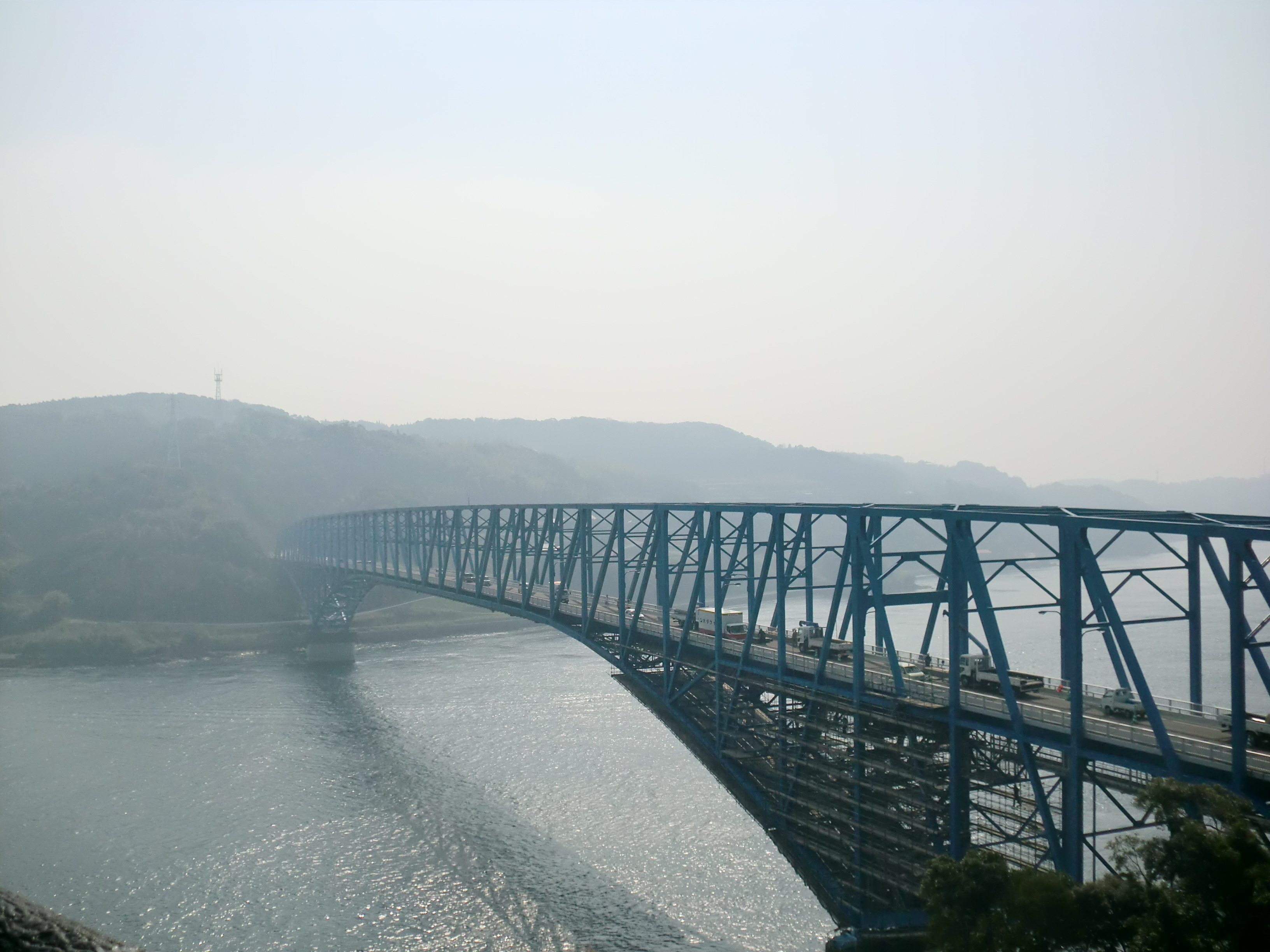
Kuronosetobron

- Wikimedia Commons har media som rör Akune.